# Tripogon curvatus
Tripogon curvatus là một loài thực vật có hoa trong họ Hòa thảo. Loài này được S.M.Phillips & Launert miêu tả khoa học đầu tiên năm 1971.